# Sukkara
Sukkara (arab. سكرة)  – miejscowość w Syrii, w muhafazie Hims. W 2004 roku liczyła 2155 mieszkańców.